# Euxoa neotelis
Euxoa neotelis là một loài bướm đêm trong họ Noctuidae.